# Olympische Sommerspiele 1908/Teilnehmer (Böhmen)
| Gelbes Symbol für Goldmedaillen mit stilisierten Olympischen Ringen | Graues Symbol für Silbermedaillen mit stilisierten Olympischen Ringen | Braundes Symbol für Bronzemedaillen mit stilisierten Olympischen Ringen |
| ------------------------------------------------------------------- | --------------------------------------------------------------------- | ----------------------------------------------------------------------- |
| —                                                                   | —                                                                     | 2                                                                       |

Böhmen nahm an den Olympischen Sommerspielen 1908 in London, Großbritannien, mit 19 Sportlern teil. Dabei konnten die Athleten zwei Bronzemedaillen gewinnen.

## Medaillengewinner

### Dritter
| Name                                                                                           | Sportart | Wettkampf        |
| ---------------------------------------------------------------------------------------------- | -------- | ---------------- |
| Vilém Goppold von Lobsdorf                                                                     | Fechten  | Säbel Einzel     |
| Otakar Lada Vlastimil Lada-Sázavský Vilém Goppold von Lobsdorf Jaroslav Tuček Bedřich Schejbal | Fechten  | Säbel Mannschaft |

## Teilnehmer nach Sportarten

### Fechten
| Disziplin    | Platz        | Athlet                     | Erste Runde                | Zweite Runde              | Halbfinale               | Finale         |
| ------------ | ------------ | -------------------------- | -------------------------- | ------------------------- | ------------------------ | -------------- |
| Männer       |              |                            |                            |                           |                          |                |
| Degen Einzel | Zweite Runde | Vilém Tvrzský              | 4-4 (Zweiter in Gruppe D)  | 2-2 (Dritter in Gruppe 4) | nicht erreicht           | nicht erreicht |
| Degen Einzel | Zweite Runde | Vilém Goppold von Lobsdorf | 4-2 (Zweiter in Gruppe G)  | 2-2 (Dritter in Gruppe 3) | nicht erreicht           | nicht erreicht |
| Degen Einzel | Zweite Runde | Vlastimil Lada-Sázavský    | 5-1 (Erster in Gruppe B)   | 0-4 (Fünfter in Gruppe 5) | nicht erreicht           | nicht erreicht |
| Degen Einzel | Zweite Runde | Jaroslav Tuček             | 4-2 (Zweiter in Gruppe A)  | 1-3 (Fünfter in Gruppe 7) | nicht erreicht           | nicht erreicht |
| Degen Einzel | Erste Runde  | Bedřich Schejbal           | 1-4 (Fünfter in Gruppe F)  | nicht erreicht            | nicht erreicht           | nicht erreicht |
| Degen Einzel | Erste Runde  | Otakar Lada                | 3-5 (Sechster in Gruppe E) | nicht erreicht            | nicht erreicht           | nicht erreicht |
| Degen Einzel | Erste Runde  | František Šourek-Tuček     | 0-6 (7th in H)             | nicht erreicht            | nicht erreicht           | nicht erreicht |
| Säbel Einzel | Dritter      | Vilém Goppold von Lobsdorf | 7-0 (Erster in Gruppe J)   | 3-1 (Erster in Gruppe 3)  | 5-2 (Erster in Gruppe 2) | 4-3            |
| Säbel Einzel | Zweite Runde | Bedřich Schejbal           | 3-2 (Zweiter in Gruppe L)  | 1-2 (Dritter in Gruppe 4) | nicht erreicht           | nicht erreicht |
| Säbel Einzel | Zweite Runde | Otakar Lada                | 3-1 (Erster in Gruppe B)   | 2-2 (Dritter in Gruppe 5) | nicht erreicht           | nicht erreicht |
| Säbel Einzel | Zweite Runde | Vilém Tvrzský              | 3-2 (Dritter in Gruppe K)  | 0-3 (Vierter in Gruppe 4) | nicht erreicht           | nicht erreicht |
| Säbel Einzel | Zweite Runde | Vlastimil Lada-Sázavský    | 3-2 (Zweiter in Gruppe A)  | 1-3 (Vierter in Gruppe 7) | nicht erreicht           | nicht erreicht |
| Säbel Einzel | Erste Runde  | Jaroslav Tuček             | 1-4 (Fünfter in Gruppe A)  | nicht erreicht            | nicht erreicht           | nicht erreicht |
| Säbel Einzel | Erste Runde  | František Šourek-Tuček     | 2-4 (Fünfter in Gruppe M)  | nicht erreicht            | nicht erreicht           | nicht erreicht |

| Disziplin        | Platz    | Athleten                                                                                       | Qualifikation     | Erste Runde                                          | Halbfinale                       | Finale                                         | Hoffnungsrunde     | Fechten um Platz 2                               |
| ---------------- | -------- | ---------------------------------------------------------------------------------------------- | ----------------- | ---------------------------------------------------- | -------------------------------- | ---------------------------------------------- | ------------------ | ------------------------------------------------ |
| Männer           |          |                                                                                                |                   |                                                      |                                  |                                                |                    |                                                  |
| Degen Mannschaft | Sechster | Otakar Lada Vlastimil Lada-Sázavský Vilém Goppold von Lobsdorf Vilém Tvrzský                   | Freilos           | Verloren gegen Italien 12-5 → Ausgeschieden Sechster | nicht erreicht                   | nicht erreicht                                 | nicht qualifiziert | nicht qualifiziert                               |
| Säbel Mannschaft | Dritter  | Vlastimil Lada-Sázavský Vilém Goppold von Lobsdorf Bedřich Schejbal Jaroslav Tuček Otakar Lada | nicht ausgetragen | Besiegte Niederlande 9-8 → Halbfinale                | Besiegte Frankreich 9-7 → Finale | Verloren gegen Ungarn 9-7 → Fechten um Platz 2 | Freilos            | Verloren gegen Italien kampflos → Bronzemedaille |

### Leichtathletik
| Disziplin                      | Platz        | Athlet(en)       | Vorlauf           | Halbfinale                         | Finale         |
| ------------------------------ | ------------ | ---------------- | ----------------- | ---------------------------------- | -------------- |
| Männer                         |              |                  |                   |                                    |                |
| 5 Meilen (8047 m)              | Halbfinalist | Arnošt Nejedlý   | nicht ausgetragen | k. A. Dritter, sechstes Halbfinale | nicht erreicht |
| Marathon                       | 18.          | Arnošt Nejedlý   | nicht ausgetragen | nicht ausgetragen                  | 3:26:26,2      |
| Disziplin                      | Platz        | Athlet(en)       |                   |                                    | Höhe/Weite     |
| Männer                         |              |                  |                   |                                    |                |
| Diskuswurf (freier Stil)       | Zwölfter-42. | František Souček | nicht ausgetragen | nicht ausgetragen                  | k. A.          |
| Diskuswurf (freier Stil)       | Zwölfter-42. | Miroslav Šustera | nicht ausgetragen | nicht ausgetragen                  | k. A.          |
| Diskuswurf (griechischer Stil) | Elfter-23.   | Miroslav Šustera | nicht ausgetragen | nicht ausgetragen                  | k. A.          |
| Speerwurf (freier Stil)        | Zehnter-33.  | František Souček | nicht ausgetragen | nicht ausgetragen                  | k. A.          |

### Ringen
| Disziplin                     | Platz   | Athlet           | Erste Runde             | Achtelfinale        | Viertelfinale  | Halbfinale     | Finale         |
| ----------------------------- | ------- | ---------------- | ----------------------- | ------------------- | -------------- | -------------- | -------------- |
| Männer                        |         |                  |                         |                     |                |                |                |
| Griechisch-römischer Stil     |         |                  |                         |                     |                |                |                |
| Leichtgewicht (bis 66,6 kg)   | 17.     | Karel Halík      | Verlor gegen Wood       | nicht erreicht      | nicht erreicht | nicht erreicht | nicht erreicht |
| Mittelgewicht (bis 73 kg)     | Neunter | Jaroslav Týfa    | Freilos                 | Verlor gegen Belmer | nicht erreicht | nicht erreicht | nicht erreicht |
| Mittelgewicht (bis 73 kg)     | 17.     | Josef Bechyně    | Verlor gegen Mårtensson | nicht erreicht      | nicht erreicht | nicht erreicht | nicht erreicht |
| Halbschwergewicht (bis 93 kg) | 17.     | Miroslav Šustera | Verlor gegen West       | nicht erreicht      | nicht erreicht | nicht erreicht | nicht erreicht |

### Tennis
| Disziplin     | Platz   | Name                      | Erste Runde       | Zweite Runde                    | Achtelfinale                      | Viertelfinale  | Halbfinale     | Finale         |
| ------------- | ------- | ------------------------- | ----------------- | ------------------------------- | --------------------------------- | -------------- | -------------- | -------------- |
| Männer        |         |                           |                   |                                 |                                   |                |                |                |
| Einzel Männer | Neunter | Bohuslav Hykš             | Freilos           | Besiegte Zsigmondy              | Verlor gegen Dixon                | nicht erreicht | nicht erreicht | nicht erreicht |
| Einzel Männer | Neunter | David Slíva               | Freilos           | Freilos                         | Verlor gegen Claude Russell-Brown | nicht erreicht | nicht erreicht | nicht erreicht |
| Einzel Männer | 16.     | Ladislav Žemla            | Freilos           | Verlor gegen R. Powell          | nicht erreicht                    | nicht erreicht | nicht erreicht | nicht erreicht |
| Einzel Männer | 26.     | Josef Gruss               | Verlor gegen Tóth | nicht erreicht                  | nicht erreicht                    | nicht erreicht | nicht erreicht | nicht erreicht |
| Doppel Männer | Elfter  | Bohuslav Hykš David Slíva | nicht ausgetragen | Verloren gegen Gauntlett/Kitson | nicht erreicht                    | nicht erreicht | nicht erreicht | nicht erreicht |

### Turnen
| Disziplin       | Platz | Athlet           | Punkte |
| --------------- | ----- | ---------------- | ------ |
| Männer          |       |                  |        |
| Einzelmehrkampf | 25.   | Josef Čada       | k. A.  |
| Einzelmehrkampf | 36.   | Bohumil Honzátko | k. A.  |